# 擤鼻涕
擤鼻涕是通过鼻子强烈呼气来排出鼻腔黏液（通称鼻涕）的行为。现代人类社会中一般配合面紙或手絹包裹或擦除粘液以保持卫生。在某些文化中，在公共场所擤鼻涕可能被视为违背禮儀。
擤鼻涕可能用来缓解鼻塞或流鼻涕。2000年的一项研究表示，擤鼻涕会在鼻腔产生高度压力，并可能将鼻腔粘液推入鼻竇而使感冒恶化。